# Noosia banksiae
Noosia banksiae — вид грибів, що належить до відділу аскомікотових грибів. Рід монотипний та  містить єдиний  вид Noosia banksiae.
Грибок асоціюється з коричневими плямами листя на виді рослини Банксія (Banksia aemula), австралійського чагарнику родини Протейні.

## Історія назви
Узагальнена назва Noosia відноситься до містечка Нуса, Австралія, де була зроблена колекція типів, в Національному парку Нуса;